# Besucherzähler
Ein Besucherzähler – auch Counter (engl. für Zähler), Hit Counter oder Webcounter – registriert, wie oft eine Webseite aufgerufen wird. Dieses geschieht oft über Zählpixel. Dabei wird meist eine 1×1-Pixel große transparente Grafik auf der Webseite eingebunden, die mit einem serverseitigen Skript auf Seiten des Counter-Anbieters verbunden ist. Es erkennt jeden Zugriff und zählt ihn in einer Datenbank. Es wäre zum Beispiel möglich, als Anbieter eines Zähldienstes jedem Benutzer einen eigenen Zähler-Code zur Verfügung zu stellen, der solch ein „Bild“ darstellt und dem dann über die URL noch ein Benutzername oder eine Benutzer-ID übergeben wird und der „Count“ so einem bestimmten Benutzer zugeordnet werden kann.
Detaillierte Statistiken werden meistens durch eine auf den zu zählenden Seiten eingebundene JavaScript-Datei erreicht. Sie ermöglichte es, auch die beim Nutzer verwendete Bildschirmauflösung, installierte Plug-ins oder den verwendeten Browser auszulesen. Diese Informationen werden an die URL zu dem eben genannten Bild angehängt und per JavaScript ein Bild in die Seite eingebunden, das dahinterliegende Server-Skript kann dann auch die durch den Browser verfügbaren Informationen speichern.
Vervollständigen lässt sich das Angebot dann über Geo-Datenbanken. Solche Datenbanken stellen eine Verbindung zwischen IP-Adresse und Position auf der Erde her, eine IP-Adresse identifiziert theoretisch einen Surfer im Netz, aber eigentlich nur eine im Netzwerk angemeldeten Netzwerkkarte. So kann der Besitzer der durch den Zähler überwachten Webseite einsehen, aus welchen Regionen der Welt seine Besucher kommen. Allerdings ist eine exakte Bestimmung der Position über die IP-Adresse nicht möglich. Beispielsweise besitzt T-Online einen IP-Adressen-Pool und weist bestimmten Benutzern im Raum „Köln/Bonn“ zufällig Adressen zu, so dass eine genauere Bestimmung als „Köln/Bonn“ in diesem Fall nicht möglich ist.
Eine andere Möglichkeit, einen Besucherzähler zu realisieren, besteht darin, ein Skript auf der Website einzubinden, das serverseitig ausgeführt wird. In diesem Fall kann die größtmögliche Flexibilität in Bezug auf Aussehen und Konfigurierbarkeit erreicht werden, da nicht auf einen externen Dienst zurückgegriffen wird.